# Біруте Шакіцкене
Біруте Шакіцкене (26 листопада 1968) — литовська академічна веслувальниця.
Бронзова призерка Олімпійських Ігор 2000 року в складі парної двійки, учасниця 1996 року.